# Piekuty Nowe (gromada)
Piekuty Nowe (pod koniec Nowe Piekuty) – dawna gromada, czyli najmniejsza jednostka podziału terytorialnego Polskiej Rzeczypospolitej Ludowej w latach 1954–1972.
Gromady, z gromadzkimi radami narodowymi (GRN) jako organami władzy najniższego stopnia na wsi, funkcjonowały od reformy reorganizującej administrację wiejską przeprowadzonej jesienią 1954 do momentu ich zniesienia z dniem 1 stycznia 1973, tym samym wypierając organizację gminną w latach 1954–1972.
Gromadę Piekuty Nowe z siedzibą GRN w Piekutach Nowych utworzono – jako jedną z 8759 gromad – w powiecie wysokomazowieckim w woj. białostockim, na mocy uchwały nr 24/V WRN w Białymstoku z dnia 4 października 1954. W skład jednostki weszły obszary dotychczasowych gromad Piekuty Nowe, Piekuty Urbany, Koboski, Krasowo Siódmaki, Krasowo Wielkie, Skłody Przyrusy, Krasowo Częstki, Tłoczewo, Pruszanka Mała, Wierzbowizna, Kostry Litwa, Krasowo Wólka i Skłody Borowe ze zniesionej gminy Piekuty w tymże powiecie. Dla gromady ustalono 14 członków gromadzkiej rady narodowej.
1 stycznia 1958 do gromady Piekuty Nowe przyłączono wsie Łopienie Jeże i Łopienie Zyski z gromady Stokowisko w powiecie łapskim.
1 stycznia 1959 do gromady Piekuty Nowe przyłączono wieś Markowo-Wólka z gromady Hodyszewo w powiecie bielskim.
31 grudnia 1959 do gromady Nowe Piekuty przyłączono wsie Kostry-Noski, Zochy Nowe, Zochy Stare i Rzepki Nowe ze zniesionej gromady Wyliny-Ruś w tymże powiecie, a 1 stycznia 1969 wsie Łopienie-Szelągi i Stokowisko ze zniesionej gromady Stokowisko w powiecie łapskim oraz wsie Hodyszewo, Jośki i Lendowo-Budy ze zniesionej gromady Hodyszewo w powiecie bielskim.
Gromada przetrwała do końca 1972 roku, czyli do kolejnej reformy gminnej. Z dniem 1 stycznia 1973 roku reaktywowano gminę Nowe Piekuty (przed 1954 jako gmina Piekuty).